# فريدريك ثوغرسن
فريدريك سكجودت ثوغرسن (بالإنجليزية: Frederikke Thøgersen)‏ هي لاعبة كرة قدم دنماركية محترفة. ولدت في 24 يوليو 1995 في الدنمارك. تلعب كلاعبة وسط لفريق دوري الدرجة الأولى الإيطالي فيورنتينا والمنتخب الوطني الدنماركي.

## الحياة الشخصية
كانت ثوغرسن على علاقة مع مدافع نادي فينديياسيل سورين هنريكسن منذ يناير 2018.

## روابط خارجية
- فريدريك ثوغرسن على موقع الاتحاد الأوربي (الإنجليزية)
- فريدريك ثوغرسن على موقع اتحاد السويد (السويدية)
- فريدريك ثوغرسن على موقع قاعدة بيانات كرة القدم.إي يو (الإنجليزية)
- فريدريك ثوغرسن على موقع بيانات كرة القدم. دي إي (الألمانية)
- فريدريك ثوغرسن على موقع Soccerway.com (الإنجليزية)
- فريدريك ثوغرسن على موقع عالم كرة القدم.نت (الإنجليزية)